# Трапезундська архиєпархія
Трапезундська архієпархія (лат. Archidioecesis Trapezuntina ) - закритий престол Константинопольського патріархату і титульною резиденцією католицької церкви.

## Історія
Трапезунд, що відповідає місту Трабзон у сучасній Туреччині, є стародавнім архієпископством римської провінції Понт Полемоніако в цивільній єпархії Понту та в Константинопольському патріархаті.
Спочатку суфраган архиєпархії Неокесарії, до 787 року він був зведений до рангу митрополита з титулом Трапезунду та Лазики (на згадку про давню зниклу провінцію). У Notitia Episcopatuum, що приписується імператору Леву VI (початок Х ст.), Трапезундська архієпархія поміщена на 33-му місці серед митрополій Патріархату і до неї віднесено сім суфраганів: Черіанон, Хамазур, Чахеон, Пайпер, Керамей, Леріон і Бізанон. Ле Квін згадує двох грецьких архієпископів, які в наш час вступили в спілкування з Римським престолом, а саме Доротей і Кирило.
У ХІІІ-XIV століттях Трапезунд був резиденцією важливої генуезької колонії. З 1289 року в місті існував францисканський монастир, а в 1315 році Андреа делла Терца заснував домініканський монастир. Крім того, Трапезунд був резиденцією Кустоса Східного вікаріату.
У законопроекті про встановлення митрополії Воспро (5 липня 1333 р.) Трапезунд також включений до числа різних суфраганньких єпархій, які в 1362 р. увійшли до церковної провінції Сарайської архієпархії.
Однак дата призначення першого єпископа Антоніо невідома. У 1344 був частиною важливого посольства вірменського католікоса до папи Климента VI з огляду на союз Вірменської Апостольської Церкви з Католицькою Церквою; не зміг повернутися до своєї єпархії через антилатні заворушення в Трапезунді, він був призначений єпископом Гальтеллі на Сардинії. Навіть його наступник Матьє ніколи не залишав кафедру в Камбре: папа мусив надати йому пільги, оскільки він не міг жити на доходи своєї єпархії. Третім єпископом був Косма, episcopus Traphasonensis, який, проте, три роки проживав при папському дворі в Авіньйоні, перш ніж був переведений в Сарадж.
Далі йдуть інші єпископи, як повідомляє хронотаксис Ойбеля, який, за словами Річарда, включає титулярних єпископів, але також імовірних єпископів-резидентів. До списку єпархій, до яких відправляється апостольський збирач у 1429 році, Трапезунд більше не входив.
З XVII століття Трапезунд зараховується до титульного архієпископського престолу Католицької Церкви; місце було вакантним з 16 липня 1969 року.

## Хронотаксис

### Uрецькі архієпископи
- Домн † (згадується в 325 р.)
- Атарбій † (згадується в 451 р.)
- Антипатр † (згадується близько 530 р.)
- Антимій † (? - близько 533 р. призначений патріархом Константинопольським)
- Антимій † (? - 536 скинутий) (вдруге)
- Уран † (згадується в 546/547 рр.)[8]
- Теодор I † (згадується 680 р.)
- Христофор † (згадка 787 р.)
- Никифор † (VIII-IX ст.) [9]
- Іjан † (початок IX ст.)[10]
- Феодор II (або Феодосій) † (близько X ст.)[11]
- Георгій † (X-XI ст.)[12]
- Костянтин † (до 1023 - після 1024)
- Лев † (згадка 1054 р.)
- Нікета † (кінець XII ст.) [13]
- Доротей † (згадка 1439 р.)
- Кирило † (згадується до 1653 р.)

### Латинські єпископи
- Антоніо † (? - 13 липня 1345 призначений єпископом Гальтеллі)
- Матьє, OC † (помер до жовтня 1345 - 1359)
- Косма, OFM † (до листопада 1359 [14] - 17 червня 1362 призначений архієпископом Сараджа)
- Людовіко † (? — 28 січня 1376 призначений єпископом Стефаніако)
- Александр, OFM † (? - 3 вересня 1387 призначений єпископом Каффи)
- Джованні (Мундел), OFM † (? - ? помер)
- Бартоломео, OESA † (14 листопада 1390 р. - ? помер)
- Мікеле Петрі, OSB † (22 травня 1405 р. - ?)
- Мікеле, OFM † (23 жовтня 1409 р. - ? )
- Нікола Гамундський, OFM † (2 грудня 1409 р. - ? помер)
- Паулюс Маркліні де Хейльбронн, OFM † (31 січня 1414 р. - ?)
- Марко Віаро, OFM † (11 квітня 1427 р. - ? помер)
- Григорій Корсанегро, OSB † (14 березня 1429 р. - ? помер)

### Титулярні архієпископи
- Сімон Брозіо Хорштейн † (помер 24 серпня 1626 — 13 січня 1642)
- Кріспін Фук фон Градісте, О.Прем. † (помер 18 квітня 1644 - 23 серпня 1653)
- Агостіно Франціотті † (4 травня 1654 - лютий 1670 помер)
- Франческо Казаті † (помер 2 червня 1670 — 16 жовтня 1702)
- Карлос Борха Сентеллас і Понсе де Леон † (20 липня 1705 — 21 червня 1721 призначений кардиналом-пресвітером Санта-Пуденціана)
- Вінченцо Сантіні † (28 травня 1721 - помер до 30 липня 1728)
- Алексій Антоніус фон Нассау † (20 вересня 1728 р. - ?)
- Антоніо Луїджі П'ятті † (13 серпня 1821 — 2 жовтня 1837 призначений патріархом Антіохії)
- Джордж Еррінгтон † (помер 30 березня 1855 - 19 січня 1884)
- Едмунд Стонор † (помер 11 лютого 1889 - 28 лютого 1912)
- Теодоро Вальфре ді Бонцо † (13 вересня 1916 — 15 грудня 1919 призначений кардиналом-пресвітером Санта-Марія-Сопра Мінерва)
- Джузеппе Антоніо Цукетті, OFMCap . † (8 березня 1920 - 1 червня 1931 помер)
- Карло Альберто Ферреро ді Каваллерлеоне † (помер 28 жовтня 1944 - 16 липня 1969)

## Зовнішні посилання
- [{{{1}}} Трапезундська архиєпархія] // Catholic-Hierarchy.org. ed. David M. Cheney. 1996-2013. Revised: 16 March 2013.

- (англ.) La diocesi nel sito di www.gcatholic.org